# Luca Ciriani
Luca Ciriani (n. 26 ianuarie 1967, Pordenone, Friuli-Veneția Giulia, Italia) este un politician italian.